# Chisca
Els chisca eren una tribu d'amerindis que vivia a l'Est de Tennessee i al sud-oest de Virgínia en el segle xvi. Més endavant es van barrejar amb els shawnee, i es van extingir com a tribu durant el segle xviii.

## Història coneguda
Foren trobats tant per l'expedició d'Hernando de Soto el 1542 i per l'expedició del capità Juan Pardo de 1568 De Soto va enviar un petit grup d'exploració en les proximitats de la part superior del riu Tennessee, que van ser atacats i derrotats per guerrers chisca. L'experiència va convèncer de Soto de limitar les exploracions en territori chisca.
El capità Pardo també va enviar parts d'exploració que van lluitar amb els chisca (Pardo els anomena Chisca; seu cronista els anomena Uchi). Els seus homes van destruir el seu assentament a Maniatique, es creu que en l'actual Saltville (Virgínia). El nom chisca poques vegades apareixerà en els registres colonials espanyoles després del segle xvi.
En 1683 el navegador francès La Salle va trobar una vila Cisca entre el Cumberland i els rius Tennessee (territori dels yuchis, avui al nord de Tennessee). Els va convèncer i als shawnee al nord de Cumberland per reubicar-se a Fort St Louis a Illinois i viure sota la protecció francesa. Al voltant d'aquest temps, aquests Cisca semblen haver-se unit als shawnee sota el nom chaskepe. Van seguir les migracions posteriors dels shawnee (1692-1754) a través de Virgínia, Maryland, Pennsylvania i finalment Ohio. La Salle va informar que els chisca havia viscut originalment als Apalatxes a l'est d'on els va trobar, fins que la seva ciutat va ser incendiada pels colons de Florida (els anomenà erròniament anglesos; eren espanyols). Els chisca semblaven haver-se extingit com a tribu en el segle xviii.